# Angélique de Médicis
Pour les autres membres de la famille, voir Famille de Médicis.
Angélique de Médicis, en italien Angelica ou Angela de' Medici, née vers 1608 à Florence et morte le 2 mars 1636 à Rome en Italie, était une noble italienne du XVIIe siècle, appartenant à la célèbre famille florentine des Médicis.

## Biographie
Angélique (ou Angèle) de Médicis est la fille de Côme de Médicis, lui-même fils de Jules de Médicis, fils naturel d'Alexandre de Médicis, duc de Florence, et de Lucrèce, fille de Francesco Gaetani.
Mariée à Jean-Pierre Altemps, duc de Gallese et marquis de Soriano, (né vers 1608, mort le 21 mars 1691,, elle en aura quatre filles :
- Anne-Marguerite (morte après 1632), religieuse au monastère de San Domenico e Sisto à Rome ;
- Marie-Françoise (morte après 1632), religieuse au monastère de San Domenico e Sisto à Rome ;
- Marie-Christine (morte en 1712), qui épousa en 1646, Hippolyte Lante Montefeltro della Rovère, 2e duc de Bomarzo[4], propriétaire de la célèbre villa Lante ;
- Cornélie-Lucie (morte en 1691), qui épousa Charles-Frédéric, comte de Hohenems.

À la mort d'Angélique, Jean-Pierre Altemps se remaria avec Isabelle Lante Montelfetro della Rovere, dont il eut huit autres enfants, dont trois garçons. 